# Warehouses de Pauw
Warehouses de Pauw (WDP) este lider pe piața spațiilor de depozitare din Belgia.
Compania a început să se extindă în Europa în anul 2005, moment în care portofoliul companiei valora 350 de milioane de euro.

## WDP în România
Compania a intrat pe piața din România în anul 2007.
Până în iunie 2008, compania a investit 30 de milioane de euro în 1,5 milioane metri pătrați de teren în România.
În anul 2009, în portofoliul companiei se numărau terenuri în apropiere de București, respectiv 61 de hectare, în județul Constanta 19 ha, în zona Ploieștiului 45 ha, în vecinătatea Piteștiului circa 23 ha și în zona Brașovului - 23 ha.
În anul 2010, WDP avea deținea 10 parcuri industriale, cu o suprafață totală de 85 de hectare pe care urmau a fi realizate investiții de aproape 500 milioane euro în următorii cinci-zece ani.